# Авиза
Авиза (итал. avviso обавештење, извештај) је усмени, писмени, телефонски или телеграмски извештај пошиљаоца (поште, железнице или отпремног предузећа) странци о приспећу робе, односно извештај банке о пријему чека или менице на неку особу, као и извештај о отвореном акредитиву.
Реч „авиза“ може означавати и обавештење уопште, или разум, свест, памћење, сећање.